# Martin Beckmann
Martin Beckmann (* 15. Juli 1977) ist ein ehemaliger deutscher Langstreckenläufer, der sich auf den Marathon spezialisiert hat.

## Karriere
2002 wurde er beim Berlin-Marathon mit einer Zeit von 2:16:07 h Deutscher Marathon-Meister und belegte in der Gesamtwertung den 23. Platz.
Im Jahr darauf wurde er Zehnter beim Hamburg-Marathon in 2:15:14 h, und 2004 km er in Berlin in 2:15:06 h auf den 21. Platz.
2005 entschied sich der Diplom-Betriebswirt, Vollprofi zu werden. Im Jahr darauf wurde er Zweiter beim Düsseldorf-Marathon, konnte sich aber mit seiner Zeit von 2:17:00 h nicht für die Europameisterschaften 2006 qualifizieren. Beim Baden-Marathon siegte er dann auf der Halbmarathon-Strecke in 1:04:47 h.
Beim Hamburg-Marathon 2007 belegte er mit einer Zeit von 2:15:22 h den 17. Platz und verpasste dabei knapp die Norm des Deutschen Leichtathletik-Verbands (DLV) für die Leichtathletik-Weltmeisterschaften 2007 – dennoch erzielte er mit dieser Zeit das beste Ergebnis eines deutschen Athleten in diesem Jahr.

Da er aber die Norm der IAAF (2:18 h) erfüllte und der DLV sich dafür entschied, eine Mannschaft für das Marathonrennen auszustellen, wurde er zusammen mit Mario Kröckert und Ulrich Steidl für Osaka nominiert.
Da Mario Kröckert verletzungsbedingt nicht an den Weltmeisterschaften teilnehmen konnte, gingen Beckmann und Steidl als Einzelstarter ins Rennen. Bei schwüler Hitze musste Beckmann, ebenso wie 27 andere der 85 gestarteten Läufer, unterwegs (bei Kilometer 30) aufgeben.
2008 wurde er Deutscher Meister im Halbmarathon und als Gesamtdritter des Gutenberg-Marathons mit einer Zeit von 2:18:26 h zum zweiten Mal Deutscher Marathon-Meister. Zum Saisonabschluss kam er beim Frankfurt-Marathon auf den 20. Platz und verbesserte seinen persönlichen Rekord auf 2:14:30 h.
2009 steigerte er sich als Sechster des Düsseldorf-Marathons erneut auf 2:13:42 h und wurde für die Weltmeisterschaften in Berlin nominiert. Dort erreichte er mit einer Zeit von 2:18:08 h den 34. Platz.
2010 kam er beim Berliner Halbmarathon auf Platz 19 und stellte mit 1:03:57 h seine persönliche Bestzeit über diese Distanz auf. Beim Marathon der Europameisterschaften in Barcelona gab er nach 19 km auf.
Martin Beckmann ist 1,80 m groß und wiegt 67 kg. Er startet für die LG Leinfelden-Echterdingen und wird in Kooperation mit Waldemar Cierpinski von Heidrun Vetter trainiert. 
Bislang hat er achtmal den Stuttgart-Lauf gewonnen (2002, 2004 bis 2009, 2013), wobei 2006, 2007 und 2009 seine jetzige Frau Stephanie (geb. Maier) bei den Frauen ebenfalls siegreich war.

## Sportliche Erfolge
| Datum/Jahr    | Rang | Wettbewerb            | Austragungsort    | Distanz      | Zeit    | Bemerkung                      |
| ------------- | ---- | --------------------- | ----------------- | ------------ | ------- | ------------------------------ |
| 29. Mai 2011  | 1    | Stuttgart-Lauf        | Stuttgart         | Halbmarathon | 1:08:38 | achter Sieg                    |
| 28. März 2010 | 19   | Berliner Halbmarathon | Berlin            | Halbmarathon | 1:03:57 | persönliche Bestzeit           |
| 21. Juni 2009 | 1    | Stuttgart-Lauf        | Stuttgart         | Halbmarathon | 1:10:06 |                                |
| 26. Okt. 2008 | 20   | Frankfurt-Marathon    | Frankfurt am Main | Marathon     | 2:14:30 | persönliche Bestzeit           |
| 22. Juni 2008 | 1    | Stuttgart-Lauf        | Stuttgart         | Halbmarathon | 1:10:29 |                                |
| 4. Mai 2008   | 3    | Gutenberg-Marathon    | Mainz             | Marathon     | 2:18:26 | Deutscher Marathon-Meister     |
| 6. Apr. 2008  | 1    | Calw                  | Deutschland       | Halbmarathon | 1:06:08 | Deutscher Meister Halbmarathon |
| 24. Juni 2007 | 1    | Stuttgart-Lauf        | Stuttgart         | Halbmarathon | 1:10:11 |                                |
| 23. Juli 2006 | 1    | Stuttgart-Lauf        | Stuttgart         | Halbmarathon | 1:06:28 |                                |
| 5. Juni 2005  | 1    | Stuttgart-Lauf        | Stuttgart         | Halbmarathon | 1:08:10 |                                |
| 20. Juni 2004 | 1    | Stuttgart-Lauf        | Stuttgart         | Halbmarathon | 1:08:57 |                                |
| 30. Juni 2002 | 1    | Stuttgart-Lauf        | Stuttgart         | Halbmarathon | 1:11:17 |                                |
| 29. Sep. 2002 | 23   | Berlin-Marathon       | Berlin            | Marathon     | 2:16:07 | Deutscher Marathon-Meister     |

## Persönliche Bestzeiten
- 10.000 m: 29:08,06 min, 27. Mai 2000, Troisdorf
- Halbmarathon: 1:03:57 h, 18. März 2010, Berlin
- Marathon: 2:13:42 h, 3. Mai 2009, Düsseldorf
- 3000-m-Hindernislauf: 8:47,25 min, 15. August 1998, Gelnhausen